# Laura Bell Bundy
Laura Bell Bundy (Euclid, Ohio, 1981. április 10. –) amerikai színésznő, énekesnő és dalszerző.

## Fiatalkora
Laura Bell Bundy Lorna Ann Bell szépségápolási tanácsadó és Don Bundy  villamosmérnök gyermekeként jött a világra 1981. április 10-én. Bár Euclidben született, Lexingtonban (Kentucky) nőtt fel. Szülei 16 éves korában elváltak, és azóta mindkettejük újraházasodott. A Lexington Catholic High School iskolában végezte középiskolai tanulmányait.

## Pályafutása
1993-ban tűnt fel először a filmvásznon, a Huckleberry Finn kalandjai című, Elijah Wood főszereplésével készült kalandfilmben. Még ugyanebben az évben láthattuk Michael J. Fox filmjében, A gyereknepper-ben is. Aztán 1995-ben jött Robin Williams filmje, a Jumanji, ahol ő volt a fiatal Sarah. A The Guiding Light című televíziós sorozat tíz epizódjában alakította Marah Shayne Lewist. Ezt követően több sorozatban is feltűnt egy-egy epizód erejéig, mint például a Veronica Mars, a Döglött akták vagy a Luxusdoki, de láthattuk a Dreamgirls című zenés filmben és a Szörföljetek lúzerek!-ben is.
Majd 2013-ban szerepet kapott Charlie Sheen Nyugi, Charlie! című vígjátéksorozatában, mint Charlie Goodson düh-terapeuta munkatársa. 53 részen át alakította Dr. Jordan Denbyt. 2012 és 2015 között ő volt Shelby Sinclair a Szívek doktora című romantikus vígjátéksorozatban. 
Bundy nemcsak színésznő, de country-énekesnő is. 2007-ben adta ki első albumát Longing For a Place Already Gone címmel. 2015-ig négy kislemeze és négy nagylemeze jelent meg.

## Magánélete
2017-ben ment hozzá Thom Hinkle-hez, a TBS ügyvezető igazgatójához. 2019 májusában fiuk született. 

## Filmográfia
| Év        | Cím                                                   | Szerep                    | Magyar hang  |
| --------- | ----------------------------------------------------- | ------------------------- | ------------ |
| 1993      | A gyereknepper Life with Mikey                        | Courtney Aspinall         | Dögei Éva    |
| 1993      | Huckleberry Finn kalandjai The Adventures of Huc Finn | Susan Wilks               |              |
| 1995      | Jumanji                                               | fiatal Sarah              | Csondor Kata |
| 1996      | Házi barkács Home Improvement                         | Sharon                    |              |
| 1999      | - Strangers with Candy                                | Kimberly Timothy          | -            |
| 2000-2001 | - The Guiding Light                                   | Marah Shayne Lewis        | -            |
| 2003      | - All Grown Up                                        | Brenda                    | -            |
| 2005      | Veronica Mars                                         | Julie Bloch               |              |
| 2006      | - Dirtbags                                            | Meg                       | -            |
| 2006      | - Modern Men                                          | Tyffani                   | -            |
| 2006      | Dreamgirls                                            | Sweetheart                |              |
| 2006      | Döglött akták Cold Case                               | Nora McCarthy             |              |
| 2006      | Szörföljetek lúzerek! Surf School                     | Doris                     |              |
| 2007      | - Legally Blonde: The Musical                         | Elle Woods                | -            |
| 2008      | - Happy Hour                                          | Alicia                    | -            |
| 2008      | - The Drum Beats Twice                                | Peggy                     | -            |
| 2010-2014 | Így jártam anyátokkal How I Met Your Mother           | Becky                     |              |
| 2011      | - Hound Dogs                                          | Ginger Ledoux             | -            |
| 2011      | - To the Mat                                          | Janice bailor             | -            |
| 2011      | - Trailer Trash                                       | Peggy Sue                 | -            |
| 2012-2015 | Szívek doktora Hart of Dixie                          | Shelby                    |              |
| 2013      | - Dear Dumb Diary                                     | Aunt Carol                | -            |
| 2013      | - Malibu Country                                      | Shauna                    | -            |
| 2013      | - Oh My Country                                       | Laura Bell Bundy          | -            |
| 2013      | - Watercolor Postcards                                | Sunny                     | -            |
| 2013      | Luxusdoki Royal Pains                                 | Gina Black                |              |
| 2013-2014 | Nyugi, Charlie! Anger Management                      | Dr. Jordan Denby / Jessie |              |
| 2014      | - To Appomattox                                       | Abby Dunlap               | -            |
| 2014      | Amerikai fater American Dad!                          | Woman on C.B. Radio       |              |
| 2015      | - Becoming Santa                                      | Holly Claus               | -            |
| 2015      | - Skits-O-Frenic                                      | jógázó                    | -            |
| 2015      | - Stanistan                                           | Candy Hewitt Benning      | -            |
| 2016      | - Angel from Hell                                     | Becky                     | -            |
| 2016      | - Documentary Now!                                    | Bridgette Bailey          | -            |
| 2016      | - Fuller House                                        | Ginger Gladstone          | -            |
| 2016      | - Idiotsitter                                         | Deborah Denise            | -            |
| 2016      | - Recovery Road                                       | Monica                    | -            |
| 2016      | - Season's Greetings                                  | Darcy Blake               | -            |
| 2016      | A valóságshow után After the Reality                  | Kelly                     | Mezei Kitty  |
| 2016      | Angie Tribeca – A törvény nemében Angie Tribeca       | Vivian Tribeca            |              |
| 2016      | Scream Queens – Gyilkos történet Scream Queens        | Nurse Thomas              |              |
| 2017      | Beauty Mark                                           | Lorraine                  |              |
| 2017      | - Pure Country Pure Heart                             | Marq Dunn                 | -            |
| 2017      | - The Christmas Calendar                              | Emily                     | -            |
| 2017      | - The Guest Book                                      | Jessica                   | -            |
| 2017      | A visszaeső Good Behavior                             | Carin                     |              |
| 2017      | Liv és Maddie Liv and Maddie                          | Tracey Okahatchee         |              |
| 2019      | - AJ and the Queen                                    | Bernadette                | -            |
| 2019      | - American Gods                                       | Columbia                  | -            |
| 2019      | - Perfect Harmony                                     | Kimmy Bell                | -            |

## Diszkográfia
Stúdióalbumok
| Év   | Cím                              |
| ---- | -------------------------------- |
| 2007 | Longing for a Place Already Gone |
| 2007 | I'll Be Home for Christmas (EP)  |
| 2010 | Achin' and Shakin'               |
| 2013 | Live at Jazzfest 2013            |
| 2015 | Another Piece of Me              |

Kislemezek
| Év   | Cím                   |
| ---- | --------------------- |
| 2010 | Giddy On Up           |
| 2010 | Drop On By            |
| 2012 | That's What Angels Do |
| 2013 | Two Step              |